# 克罗滕多夫-盖斯费尔德
克罗滕多夫-盖斯费尔德（德語：Krottendorf-Gaisfeld）是奥地利施泰爾馬克州福伊茨贝格县的一个市镇。总面积17.01平方公里，总人口2374人，人口密度139.6人/平方公里（2005年）。